# Våsbo fäbodar
Våsbo fäbodar är ett kulturreservat i Ovanåkers kommun strax norr om sjön Våsen och ungefär en mil norr om såväl Edsbyn som fäbodvallens hemby Roteberg. Fäbodvallen är bevarad i stort sett i samma skick som vid mitten av 1800-talet. Bönderna från Roteberg tog sina djur på sommarbete dit under åtminstone 270 år.
Fyra av de sju fäbodvallarna fick 9 juni 2008 bilda Gävleborgs läns andra kulturreservat. Syftet med bildandet är att fortsätta att bevara det redan välbevarade området som representanter för bruket av fäbodvallar i Hälsingland under sent 1800-tal och tidigt 1900-tal. Ambitionen var även att göra området tillgängligt bland annat för forskare och som besöksmål.

## Historia
Det var under 1400- och 1500-talen brukligt att i Hälsingland bilda ortsnamn genom att slå samman namnet på en sjö med efterledet -bo(da). Områdets äldsta byggnad är dendrokronologiskt daterad till 1549–1554. Det var dock vanligt förekommande att liggtimrade byggnader flyttades, varför det inte säkert går att spåra fäbodvallens historia så långt bak i tiden. Flera av områdets byggnader är istället daterade till ett spann från 1790-talet till 1880-talet. Fäbodvallen finns dock med redan på en gränsbestämningskarta från 1742 och hembyn Roteberg är med sina 13 bönder upptagen i Hälsinglands äldsta skattelängd från 1542. I skattelängden står inte uttryckligen att det fanns fäbodar, men de nämner "skogedelar" vilket ibland kunde inkludera fäbodvallar. I samband med en arkeologisk utgrävning 2014 daterades en husgrund på vallen till första halvan eller mitten av 1700-talet.
I samband med laga skifte under 1850-talet fanns alla sju vallar etablerade. Efter att skiftet jämkat åkrar, ängar och skogsmark började man använda stugorna också som vinterbostäder i samband med skogshuggning. Ända fram till 1960-talet väntade man till efter att hö och säd skördats innan djuren släpptes innanför hägnet för att beta klart. Därefter har djuren fått beta inhägnade hela sommaren. I samband med reservatets bildande 2008 hade ägogränserna varit oförändrade sedan laga skiftet.

## Beskrivning
Fäbodarna i Våsbo ligger uppradade i nord-sydlig riktning strax norr om Våsensjöarna i en sluttning ned mot en bäck och uppdikad myrmark. Till var och en av reservatets fyra vallar hör minst ett tiotal byggnader. I samband med kulturreservatets inrättande hade driften av vallarna övergått till enbart vallodling och bete. Slåttern sköttes fortfarande för hand. Ägorna inhägnas av flera tusen kilometer gärdesgård.
Tidigare när man bedrev skogsbete var skogsfågel vanligt kring området, men förekomsten har minskat kraftigt. Fortfarande präglas floran i området av växter och lavar som blivit vanliga som ett resultat av fäbodbrukets rytm och skogsbetet, vilket också påverkar vilka insekter och smådjur som trivs. Bland växterna som återfinns kan nämnas slåtterblomma, ormrot och stagg. Både skogsmarker, gärdesgårdar och trähus blir hem för lavar som knappnålslav, rostknappnålslav, sotlav, brun flarnlav och gul ljuslav.